# Sifnos
Sifnos – grecka wyspa i jednocześnie gmina należąca do archipelagu Cyklad. Na wyspie znajdują się dwa główne miasta: Apollonia (942 mieszkańców) oraz Artemonas (744 mieszkańców). Innymi skupiskami osadnictwa są: miejscowość Kastro oraz położone na zachodnim wybrzeżu portowe miasto Kamares.
Leży w administracji zdecentralizowanej Wyspy Egejskie, w regionie Wyspy Egejskie Południowe, w jednostce regionalnej Milos, w gminie Sifnos. 

## Geografia
Sifnos leży pomiędzy Serifos i Melos. Wyspa jest położona na zachód od Delos oraz Paros. Od portu w Pireusie wyspa jest oddalona o około 130 km. Powierzchnia Sifnos wynosi 73km², długość 16 km a szerokość wyspy wynosi 7,5 km. Linia brzegowa dochodzi do 70 km. Obecnie na stałe wyspę zamieszkuje 2442 osób.

## Historia
W czasach starożytności Sifnos była bogatą wyspą ze względu na znajdujące się na wyspie kopalnie srebra oraz złota. Dowodem bogactw pochodzących z wyspy ma być skarbiec zbudowany w Delfach w VI wieku p.n.e. w celu magazynowania kosztowności pochodzących z Sifnos. Obecnie niestety nie wiadomo co się stało, że kopalnie nagle przestały pracować. Możliwe mogło być ich zatopienie w trakcie powodzi, jednakże nie ma żadnych śladów mogących potwierdzić tę hipotezę.
Wyspa jest słynna także jako stolica garncarstwa w basenie Morza Egejskiego. Słynne są takie wyroby jak naczynia, popielniczki oraz miski. Wyrabiane przez mieszkańców naczynia służyły im bardzo często jako główny produkt handlowy. Najstarsze wyroby lokalnych rzemieślników zostały odkryte w centralnej części wyspy w okolicach miasta Artemonas, gdzie ukrywano je przed zrabowaniem przez piratów.